# Plan d'action européen de la défense
Lire en ligne

Consulter

Le Plan d'action européen de la défense est une communication de la Commission européenne au sujet de la défense adoptée le 2 décembre 2016. Il s'inscrit dans le cadre de la mise en œuvre de la Stratégie globale de l'Union européenne.

## Sources

## Compléments